# ターナー&フーチ/すてきな相棒
『ターナー&フーチ/すてきな相棒』（ターナー・アンド・フーチ/すてきなあいぼう 原題: Turner & Hooch）は、1989年制作のアメリカ合衆国のコメディ映画。
トム・ハンクス主演。潔癖症の私服警察官スコット・ターナーと、行儀知らずで下品な犬フーチとのドタバタ・コメディ映画である。
1990年にテレビ映画としてリメイクされ、トーマス・F・ウィルソンが主演した。2021年にはスコット・ターナーの息子を主人公とした同名のドラマシリーズがDisney+で配信され、ジョシュ・ペックが主演した。

## あらすじ
小さな港町の警察署に勤務するスコット・ターナー捜査官は、自分の顔見知りの船上生活者エイモスが殺された事件の捜査を進めるうち、成り行きで彼のかわいがっていたボルドー・マスティフ犬フーチを預かることになった。
しかし、ターナーは「超」が付くほどの潔癖症であるのに対して、フーチは正反対に、「超」が付くほどの行儀知らずで下品な犬であり、方々で騒動を巻き起こしてしまう。しかしフーチを引き取ったことで美人獣医のエミリーやその愛犬と知り合い、エミリーとも親しくなる。
ターナーはフーチに振り回されながらも、事件を追っていくが…。

## キャスト
| 役名                   | 俳優                         | 日本語吹替                               | 日本語吹替 | 日本語吹替                 |
| 役名                   | 俳優                         | TBS版                                    | テレビ朝日版 | 機内上映版                 |
| ---------------------- | ---------------------------- | ---------------------------------------- | --- | -------------------------- |
| スコット・ターナー     | トム・ハンクス               | 山寺宏一                                 | 堀内賢雄 | 堀内賢雄                   |
| エミリー・カーソン     | メア・ウィニンガム           | 塩田朋子                                 | 佐々木優子 | 滝沢久美子                 |
| ハワード・ハイド署長   | クレイグ・T・ネルソン        | 大塚明夫                                 | 小川真司 | 仁内建之                   |
| デヴィッド・サットン   | レジナルド・ヴェルジョンソン | 塩屋浩三                                 | 辻親八 | 緒方賢一                   |
| ザック・グレゴリー     | スコット・ポーリン           | 水内清光                                 | 谷口節 | 田原アルノ                 |
| ウォルター・ボイエット | J・C・クイン                 | 中庸助                                   | 村松康雄 | 嶋俊介                     |
| エイモス・リード       | ジョン・マッキンタイア       | 真弓田一夫                               | 北村弘一 | 丸山詠二                   |
| ケイティ               | メアリー・マカスカー         |                                          | | 小宮和枝                   |
| アーニー               | デイビット・ネル             |                                          | | 星野充昭                   |
| ハーレイ・マケイブ     | エブ・ロー・スミス           |                                          | |                            |
| ケヴィン・ウィリアムズ | クライド・クサツ             | 梁田清之                                 | |                            |
| 工場長                 | ジム・ビーヴァー             |                                          | |                            |
| レミントン夫人         | エダ・レイス・メリン         |                                          | | 片岡富枝                   |
| フーチ                 | ビーズリー                   | 原語版流用                               | 原語版流用 | 原語版流用                 |
| その他                 | N/A                          | 簗正昭 藤城裕士 島美弥子 小関一 亀井芳子 | 鵜飼るみ子 納谷六朗 神谷和夫 秋元羊介 高木渉 片岡富枝 さとうあい 荒川太郎 大山高男 古田信幸 中澤やよい 岩坪理江 増田ゆき | 中庸助 大谷育江 火野カチコ |
| 日本語版スタッフ       |                              |                                          | |                            |
| 演出                   | 演出                         | 加藤敏                                   | 伊達康将 | 伊達康将                   |
| 翻訳                   | 翻訳                         | 岩本令                                   | 宇津木道子 |                            |
| 調整                   | 調整                         |                                          | 荒井孝 |                            |
| 効果                   | 効果                         |                                          | リレーション |                            |
| プロデューサー         | プロデューサー               | 上田正人                                 | 福吉健 |                            |
| 制作                   | 制作                         | 東北新社                                 | 東北新社 | 東北新社                   |
| 初回放送               | 初回放送                     | 1993年7月14日 『水曜ロードショー』       | 1996年2月25日 『日曜洋画劇場』                                                                                           | N/A                        |

- 機内上映版はDisney+で配信されている。

## テレビドラマ
1990年、NBCによって本作を基にしたテレビドラマのパイロット版が制作された。シリーズ化はされなかったものの、このパイロット版はテレビ映画『Turner & Hooch』として放映された。同年夏には別の犬を主役としたテレビ映画『Poochinski』も制作され、『Turner & Hooch』の再放送と併せて放映された。
2020年2月、Disney+のオリジナルドラマシリーズとして本作のリメイク版の制作が発表された。題名は映画と同名の『ターナー&フーチ/すてきな相棒』（ターナー・アンド・フーチ/すてきなあいぼう、原題: Turner & Hooch）で、マット・ニックスが脚本と製作総指揮を務めることも発表された。ジョシュ・ペックが野心的で堅物な保安官スコット・ターナー・Jr.を演じる。同月、リンジー・フォンセカとカーラ・パターソンがキャストに加わったことが発表された。3月6日にはヴァネッサ・レンジーズが警察犬訓練施設の主任トレーナー役でキャストに加わる。アメリカ合衆国では2021年7月21日、日本では7月30日に全12話のシリーズとしてDisney+で配信が開始された。

## 関連作品
- K-9/友情に輝く星